# Keldermans

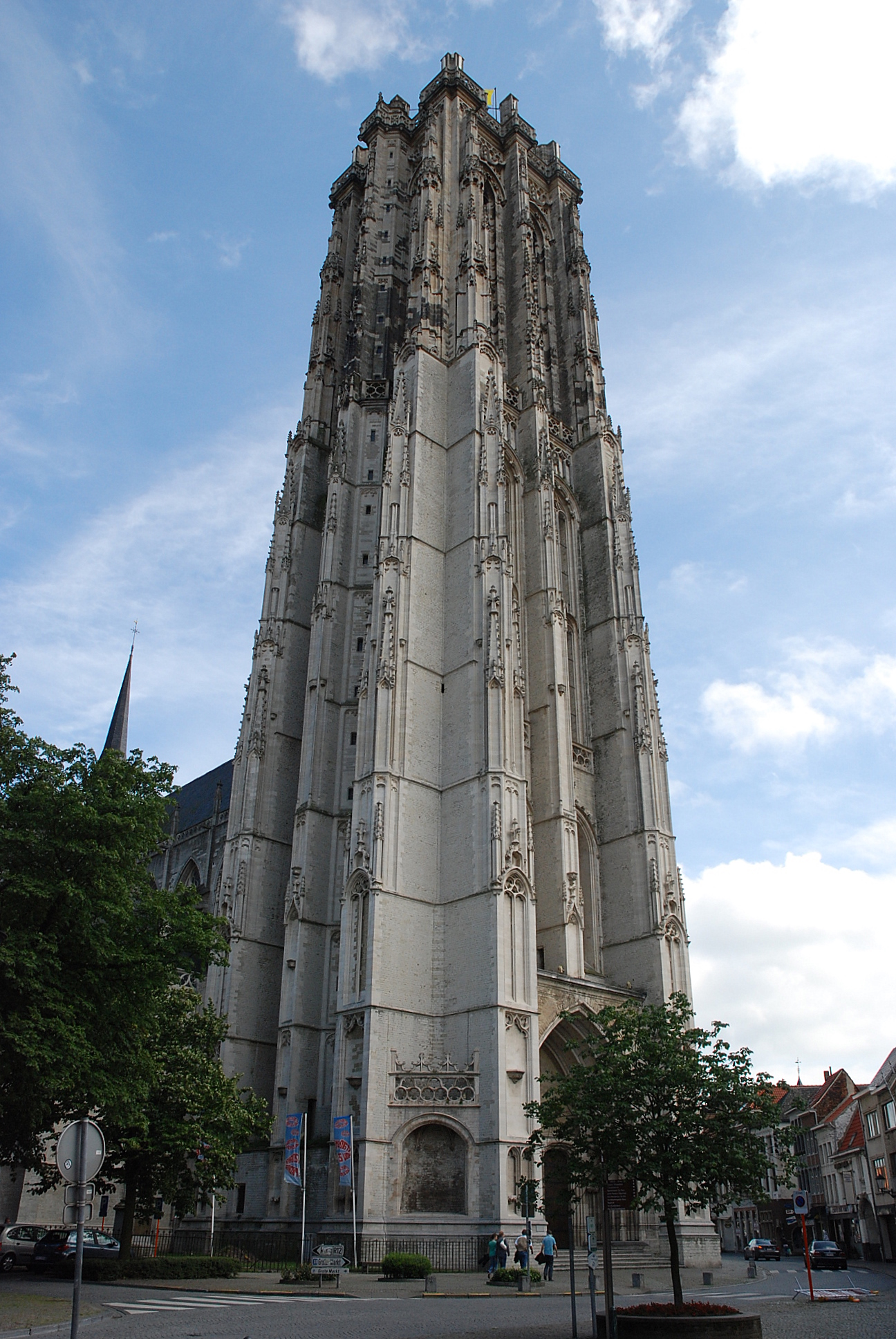
La Torre della Cattedrale di San Rombaldo a Malines, costruita dai Keldermans

I Keldermans erano una famiglia di importanti artisti fiamminghi (del Brabante in particolare) che, attivi fra il XV e il XVI secolo, apportarono grandi innovazioni all'Arte e Architettura nelle Fiandre e nei Paesi Bassi dando una vera e propria identità artistico-culturale. Le prime generazioni introdussero il Gotico francese trasformandolo, secondo il gusto fiammingo, in quello stile noto come Gotico brabantino; e le ultime generazioni vi apportarono lo stile rinascimentale.
Originariamente la famiglia, chiamata Van Mansdale, proveniva da Bruxelles e poi si installò a Malines dove iniziarono le loro carriere di artisti, soprattutto architetti e scultori lavorando principalmente nello stile Gotico brabantino. Furono attivi (per ben sette generazioni) maggiormente nell'antico Ducato di Brabante ma anche in Olanda e Zelanda.
I membri più distinti erano Jan II (c.1375-1445), Antoon I il Vecchio (c.1440-1512), Antoon II (?–1515) e Rombout II il Giovane (c.1460–1531).

## Albero genealogico
|                                                               |                                                               |                                                               |                                                               |                                                               |                                                               |                                                       |                                                       |                                                                  |                                                                  |                                                                  |                                                                  |                                                                  |                                                                  |  |  | Jan I (1345–1425) scultore    |                               |                                          |                                          |                                          |                                          |                                          |                                          |  |  |                  |                  |                  |                  |                  |                  |            |            |                                            |                                            |                                            |                                            |                                            |                                            |  |  |  |  |  |  |  |  |  |  |  |  |  |  |  |  |
|                                                               |                                                               |                                                               |                                                               |                                                               |                                                               |                                                       |                                                       |                                                                  |                                                                  |                                                                  |                                                                  |                                                                  |                                                                  |  |  |                               |                               |                                          |                                          |                                          |                                          |                                          |                                          |  |  |                  |                  |                  |                  |                  |                  |            |            |                                            |                                            |                                            |                                            |                                            |                                            |  |  |  |  |  |  |  |  |  |  |  |  |  |  |  |  |
|                                                               |                                                               |                                                               |                                                               |                                                               |                                                               |                                                       |                                                       |                                                                  |                                                                  |                                                                  |                                                                  |                                                                  |                                                                  |  |  | Jan II (1375–1445) architetto |                               |                                          |                                          |                                          |                                          |                                          |                                          |  |  |                  |                  |                  |                  |                  |                  |            |            |                                            |                                            |                                            |                                            |                                            |                                            |  |  |  |  |  |  |  |  |  |  |  |  |  |  |  |  |
|                                                               |                                                               |                                                               |                                                               |                                                               |                                                               |                                                       |                                                       |                                                                  |                                                                  |                                                                  |                                                                  |                                                                  |                                                                  |  |  |                               |                               |                                          |                                          |                                          |                                          |                                          |                                          |  |  |                  |                  |                  |                  |                  |                  |            |            |                                            |                                            |                                            |                                            |                                            |                                            |  |  |  |  |  |  |  |  |  |  |  |  |  |  |  |  |
|                                                               |                                                               |                                                               |                                                               |                                                               |                                                               |                                                       |                                                       |                                                                  |                                                                  |                                                                  |                                                                  |                                                                  |                                                                  |  |  |                               |                               |                                          |                                          |                                          |                                          |                                          |                                          |  |  |                  |                  |                  |                  |                  |                  |            |            |                                            |                                            |                                            |                                            |                                            |                                            |  |  |  |  |  |  |  |  |  |  |  |  |  |  |  |  |
|                                                               |                                                               |                                                               |                                                               |                                                               |                                                               |                                                       |                                                       | Andries I (1400–1488) Architetto di Città a Malines              | Andries I (1400–1488) Architetto di Città a Malines              | Andries I (1400–1488) Architetto di Città a Malines              | Andries I (1400–1488) Architetto di Città a Malines              | Andries I (1400–1488) Architetto di Città a Malines              | Andries I (1400–1488) Architetto di Città a Malines              |  |  |                               |                               | Rombout I (1420–1489) Pittore di vetrate | Rombout I (1420–1489) Pittore di vetrate | Rombout I (1420–1489) Pittore di vetrate | Rombout I (1420–1489) Pittore di vetrate | Rombout I (1420–1489) Pittore di vetrate | Rombout I (1420–1489) Pittore di vetrate |  |  | Jan III scultore | Jan III scultore | Jan III scultore | Jan III scultore | Jan III scultore | Jan III scultore |            |            | Matthijs I scultore a Lovanio e Middelburg | Matthijs I scultore a Lovanio e Middelburg | Matthijs I scultore a Lovanio e Middelburg | Matthijs I scultore a Lovanio e Middelburg | Matthijs I scultore a Lovanio e Middelburg | Matthijs I scultore a Lovanio e Middelburg |  |  |  |  |  |  |  |  |  |  |  |  |  |  |  |  |
|                                                               |                                                               |                                                               |                                                               |                                                               |                                                               |                                                       |                                                       | Andries I (1400–1488) Architetto di Città a Malines              | Andries I (1400–1488) Architetto di Città a Malines              | Andries I (1400–1488) Architetto di Città a Malines              | Andries I (1400–1488) Architetto di Città a Malines              | Andries I (1400–1488) Architetto di Città a Malines              | Andries I (1400–1488) Architetto di Città a Malines              |  |  |                               |                               | Rombout I (1420–1489) Pittore di vetrate | Rombout I (1420–1489) Pittore di vetrate | Rombout I (1420–1489) Pittore di vetrate | Rombout I (1420–1489) Pittore di vetrate | Rombout I (1420–1489) Pittore di vetrate | Rombout I (1420–1489) Pittore di vetrate |  |  | Jan III scultore | Jan III scultore | Jan III scultore | Jan III scultore | Jan III scultore | Jan III scultore |            |            | Matthijs I scultore a Lovanio e Middelburg | Matthijs I scultore a Lovanio e Middelburg | Matthijs I scultore a Lovanio e Middelburg | Matthijs I scultore a Lovanio e Middelburg | Matthijs I scultore a Lovanio e Middelburg | Matthijs I scultore a Lovanio e Middelburg |  |  |  |  |  |  |  |  |  |  |  |  |  |  |  |  |
|                                                               |                                                               |                                                               |                                                               |                                                               |                                                               |                                                       |                                                       |                                                                  |                                                                  |                                                                  |                                                                  |                                                                  |                                                                  |  |  |                               |                               |                                          |                                          |                                          |                                          |                                          |                                          |  |  |                  |                  |                  |                  |                  |                  |            |            |                                            |                                            |                                            |                                            |                                            |                                            |  |  |  |  |  |  |  |  |  |  |  |  |  |  |  |  |
|                                                               |                                                               |                                                               |                                                               |                                                               |                                                               | Antoon I (c. 1440–1512) Architetto di Città a Malines | Antoon I (c. 1440–1512) Architetto di Città a Malines | Antoon I (c. 1440–1512) Architetto di Città a Malines            | Antoon I (c. 1440–1512) Architetto di Città a Malines            | Antoon I (c. 1440–1512) Architetto di Città a Malines            | Antoon I (c. 1440–1512) Architetto di Città a Malines            |                                                                  |                                                                  |  |  |                               |                               | Matthijs II (fl. 1478–1495) scultore     | Matthijs II (fl. 1478–1495) scultore     | Matthijs II (fl. 1478–1495) scultore     | Matthijs II (fl. 1478–1495) scultore     | Matthijs II (fl. 1478–1495) scultore     | Matthijs II (fl. 1478–1495) scultore     |  |  |                  |                  | Andries II       | Andries II       | Andries II       | Andries II       | Andries II | Andries II |                                            |                                            |                                            |                                            |                                            |                                            |  |  |  |  |  |  |  |  |  |  |  |  |  |  |  |  |
|                                                               |                                                               |                                                               |                                                               |                                                               |                                                               | Antoon I (c. 1440–1512) Architetto di Città a Malines | Antoon I (c. 1440–1512) Architetto di Città a Malines | Antoon I (c. 1440–1512) Architetto di Città a Malines            | Antoon I (c. 1440–1512) Architetto di Città a Malines            | Antoon I (c. 1440–1512) Architetto di Città a Malines            | Antoon I (c. 1440–1512) Architetto di Città a Malines            |                                                                  |                                                                  |  |  |                               |                               | Matthijs II (fl. 1478–1495) scultore     | Matthijs II (fl. 1478–1495) scultore     | Matthijs II (fl. 1478–1495) scultore     | Matthijs II (fl. 1478–1495) scultore     | Matthijs II (fl. 1478–1495) scultore     | Matthijs II (fl. 1478–1495) scultore     |  |  |                  |                  | Andries II       | Andries II       | Andries II       | Andries II       | Andries II | Andries II |                                            |                                            |                                            |                                            |                                            |                                            |  |  |  |  |  |  |  |  |  |  |  |  |  |  |  |  |
|                                                               |                                                               |                                                               |                                                               |                                                               |                                                               |                                                       |                                                       |                                                                  |                                                                  |                                                                  |                                                                  |                                                                  |                                                                  |  |  |                               |                               |                                          |                                          |                                          |                                          |                                          |                                          |  |  |                  |                  |                  |                  |                  |                  |            |            |                                            |                                            |                                            |                                            |                                            |                                            |  |  |  |  |  |  |  |  |  |  |  |  |  |  |  |  |
| Antoon II (d. 1515) architetto per Carlo V e città di Malines | Antoon II (d. 1515) architetto per Carlo V e città di Malines | Antoon II (d. 1515) architetto per Carlo V e città di Malines | Antoon II (d. 1515) architetto per Carlo V e città di Malines | Antoon II (d. 1515) architetto per Carlo V e città di Malines | Antoon II (d. 1515) architetto per Carlo V e città di Malines |                                                       |                                                       | Rombout II (1460–1531) architetto per Carlo V e città di Malines | Rombout II (1460–1531) architetto per Carlo V e città di Malines | Rombout II (1460–1531) architetto per Carlo V e città di Malines | Rombout II (1460–1531) architetto per Carlo V e città di Malines | Rombout II (1460–1531) architetto per Carlo V e città di Malines | Rombout II (1460–1531) architetto per Carlo V e città di Malines |  |  | Laurens I (fl. 1485) scultore | Laurens I (fl. 1485) scultore | Laurens I (fl. 1485) scultore            | Laurens I (fl. 1485) scultore            | Laurens I (fl. 1485) scultore            | Laurens I (fl. 1485) scultore            |                                          |                                          |  |  |                  |                  |                  |                  |                  |                  |            |            |                                            |                                            |                                            |                                            |                                            |                                            |  |  |  |  |  |  |  |  |  |  |  |  |  |  |  |  |
| Antoon II (d. 1515) architetto per Carlo V e città di Malines | Antoon II (d. 1515) architetto per Carlo V e città di Malines | Antoon II (d. 1515) architetto per Carlo V e città di Malines | Antoon II (d. 1515) architetto per Carlo V e città di Malines | Antoon II (d. 1515) architetto per Carlo V e città di Malines | Antoon II (d. 1515) architetto per Carlo V e città di Malines |                                                       |                                                       | Rombout II (1460–1531) architetto per Carlo V e città di Malines | Rombout II (1460–1531) architetto per Carlo V e città di Malines | Rombout II (1460–1531) architetto per Carlo V e città di Malines | Rombout II (1460–1531) architetto per Carlo V e città di Malines | Rombout II (1460–1531) architetto per Carlo V e città di Malines | Rombout II (1460–1531) architetto per Carlo V e città di Malines |  |  | Laurens I (fl. 1485) scultore | Laurens I (fl. 1485) scultore | Laurens I (fl. 1485) scultore            | Laurens I (fl. 1485) scultore            | Laurens I (fl. 1485) scultore            | Laurens I (fl. 1485) scultore            |                                          |                                          |  |  |                  |                  |                  |                  |                  |                  |            |            |                                            |                                            |                                            |                                            |                                            |                                            |  |  |  |  |  |  |  |  |  |  |  |  |  |  |  |  |
|                                                               |                                                               |                                                               |                                                               |                                                               |                                                               |                                                       |                                                       |                                                                  |                                                                  |                                                                  |                                                                  |                                                                  |                                                                  |  |  |                               |                               |                                          |                                          |                                          |                                          |                                          |                                          |  |  |                  |                  |                  |                  |                  |                  |            |            |                                            |                                            |                                            |                                            |                                            |                                            |  |  |  |  |  |  |  |  |  |  |  |  |  |  |  |  |
| Laurens II (- 1534) architetto                                | Laurens II (- 1534) architetto                                | Laurens II (- 1534) architetto                                | Laurens II (- 1534) architetto                                | Laurens II (- 1534) architetto                                | Laurens II (- 1534) architetto                                |                                                       |                                                       | Johan Van Mansdale (d. 1516) architetto                          | Johan Van Mansdale (d. 1516) architetto                          | Johan Van Mansdale (d. 1516) architetto                          | Johan Van Mansdale (d. 1516) architetto                          | Johan Van Mansdale (d. 1516) architetto                          | Johan Van Mansdale (d. 1516) architetto                          |  |  |                               |                               |                                          |                                          |                                          |                                          |                                          |                                          |  |  |                  |                  |                  |                  |                  |                  |            |            |                                            |                                            |                                            |                                            |                                            |                                            |  |  |  |  |  |  |  |  |  |  |  |  |  |  |  |  |
| Laurens II (- 1534) architetto                                | Laurens II (- 1534) architetto                                | Laurens II (- 1534) architetto                                | Laurens II (- 1534) architetto                                | Laurens II (- 1534) architetto                                | Laurens II (- 1534) architetto                                |                                                       |                                                       | Johan Van Mansdale (d. 1516) architetto                          | Johan Van Mansdale (d. 1516) architetto                          | Johan Van Mansdale (d. 1516) architetto                          | Johan Van Mansdale (d. 1516) architetto                          | Johan Van Mansdale (d. 1516) architetto                          | Johan Van Mansdale (d. 1516) architetto                          |  |  |                               |                               |                                          |                                          |                                          |                                          |                                          |                                          |  |  |                  |                  |                  |                  |                  |                  |            |            |                                            |                                            |                                            |                                            |                                            |                                            |  |  |  |  |  |  |  |  |  |  |  |  |  |  |  |  |
|                                                               |                                                               |                                                               |                                                               |                                                               |                                                               |                                                       |                                                       | Marcelis (c. 1500–1557) architetto militare                      |                                                                  |                                                                  |                                                                  |                                                                  |                                                                  |  |  |                               |                               |                                          |                                          |                                          |                                          |                                          |                                          |  |  |                  |                  |                  |                  |                  |                  |            |            |                                            |                                            |                                            |                                            |                                            |                                            |  |  |  |  |  |  |  |  |  |  |  |  |  |  |  |  |

## Galleria d'immagini

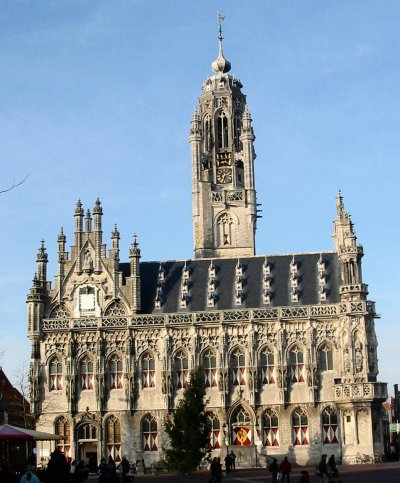
Il Municipio di Middelburg.
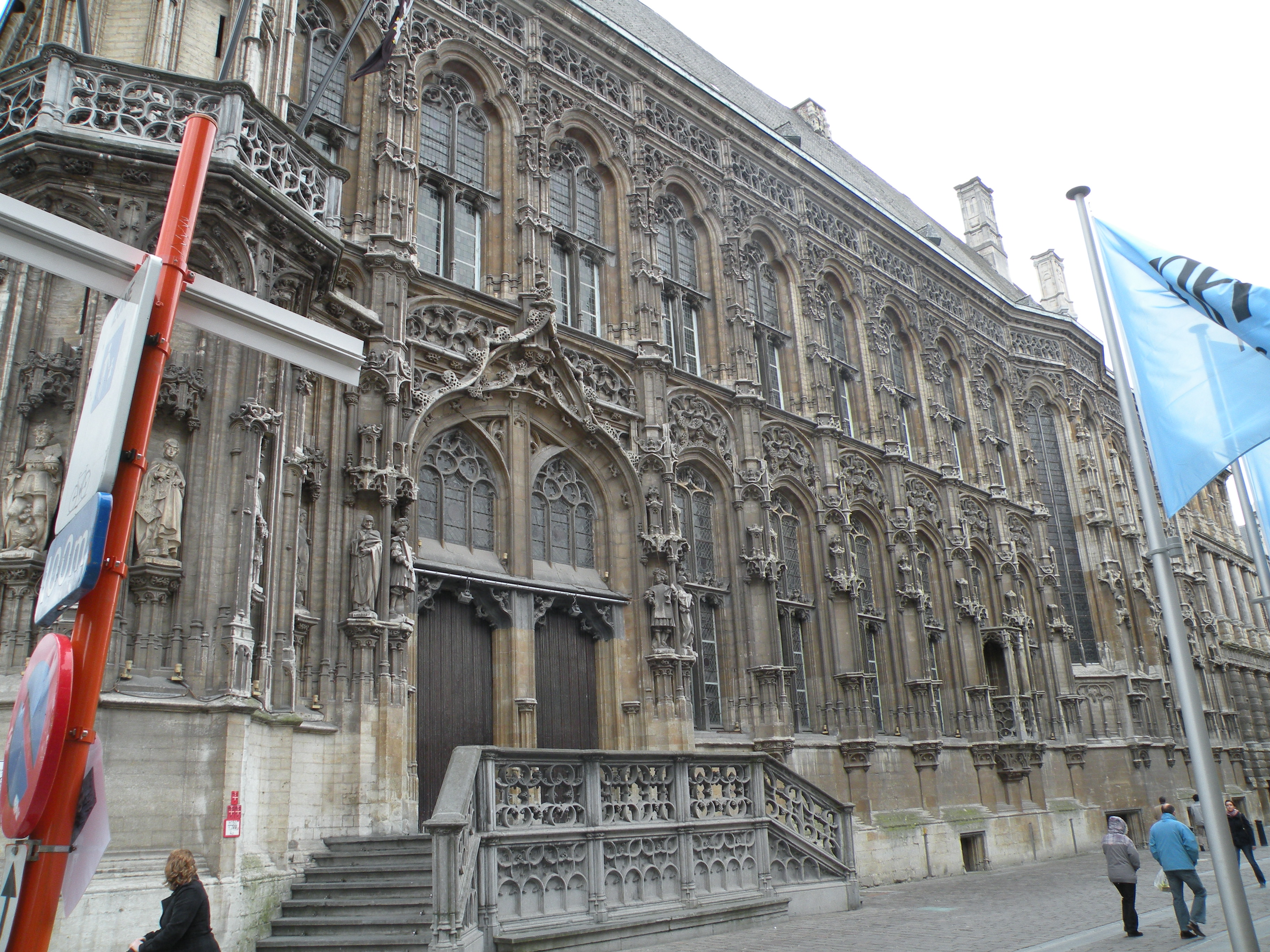
La facciata gotica del Municipio di Gand.
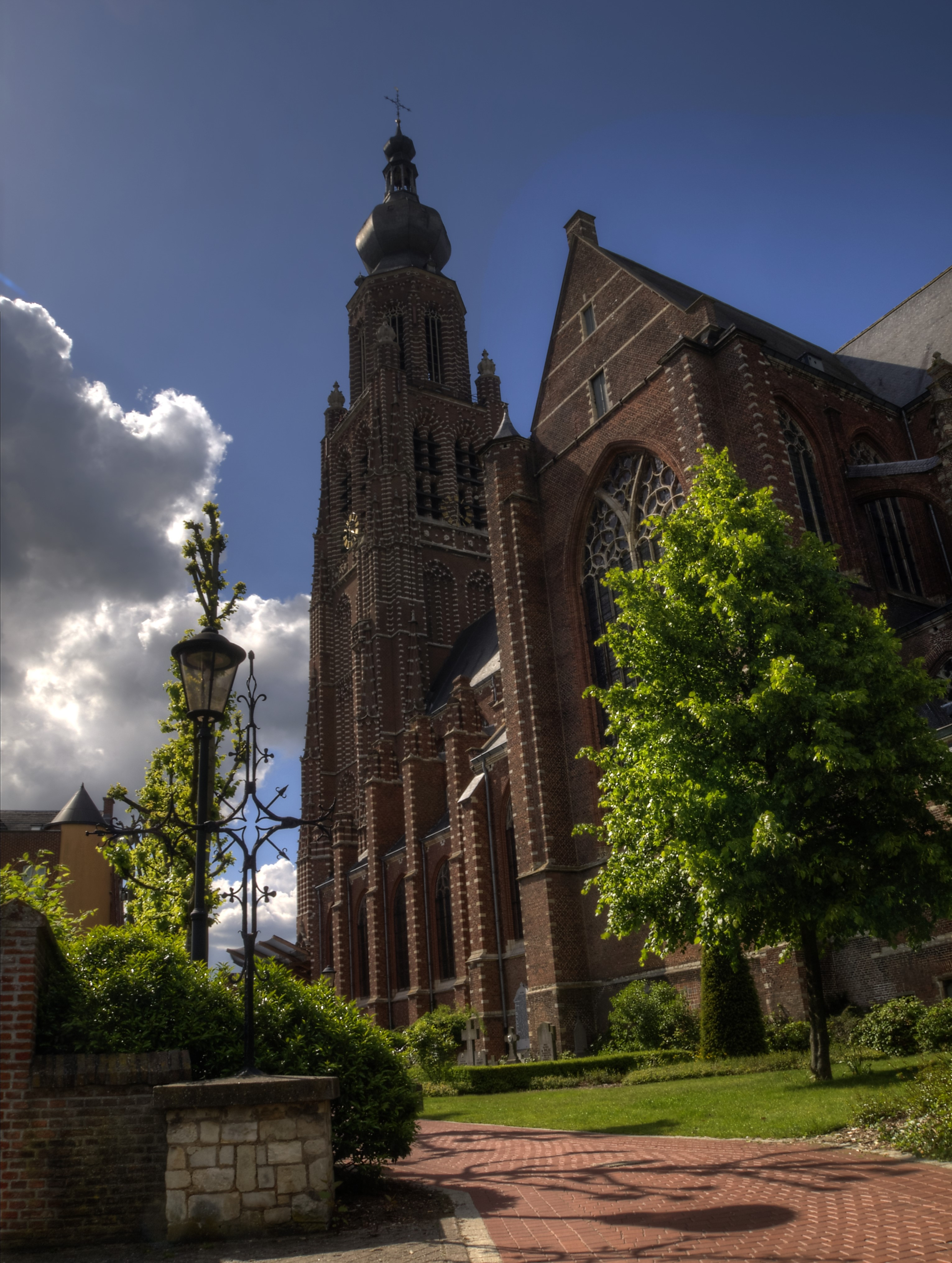
La Chiesa di santa Caterina di Hoogstraten.
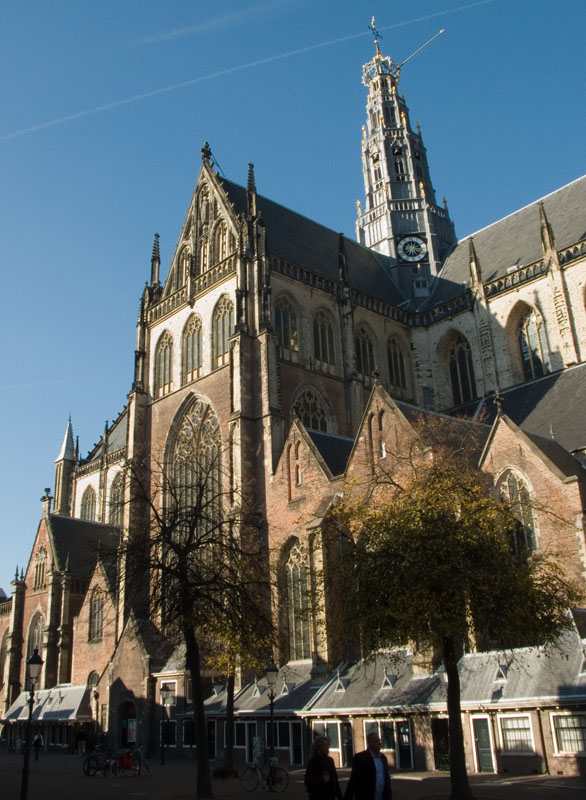
La Chiesa Grande di Haarlem.